# Myiarchus venezuelensis
Myiarchus venezuelensis là một loài chim trong họ Tyrannidae.